# Ring Deutscher Beamtenverbände
Der Ring Deutscher Beamtenverbände war ein Zusammenschluss von Beamtenverbänden während der Weimarer Republik. Er stand den liberalen Hirsch-Dunckerschen Gewerkvereinen nahe und war Mitglied des von diesen gegründeten Gewerkschaftsring deutscher Arbeiter-, Angestellten- und Beamtenverbände.

## Geschichte
Nachdem die liberal orientierten Gewerkschaften aus dem DGB ausgeschieden waren, gründeten sie 1920 den Gewerkschaftsring deutscher Arbeiter-, Angestellten- und Beamtenverbände. Unter den Mitgliedsorganisationen war der Allgemeine Eisenbahner Verband, in dem auch zahlreiche Beamte organisiert waren. Es kam zu Verhandlungen eines Anschlusses an den DBB. Nachdem dieser infolge des Eisenbahnbeamtenstreiks von 1922 in eine Krise geraten war, gründete der Gewerkschaftsring neben den Säulen der Arbeiter und Angestellten mit dem Ring Deutscher Beamtenverbände eine eigene Dachorganisation für Beamte. 
Ähnlich wie die Mutterorganisation der Hirsch-Dunckerschen Gewerkvereine betonte der Verband die parteipolitische und religiöse Neutralität. Ziel war es das Berufsbeamtentum auf öffentlich-rechtlicher Grundlage zu erhalten und die Interessen der Beamten zu vertreten. Dazu sollte auf die Gesetzgebung und Öffentlichkeit etwa durch Verhandlungen, Versammlungen und ähnlichen eingewirkt werden. Das Streikrecht wurde nicht beansprucht. 
Die Gründung erwies sich allerdings als wenig erfolgreich. Hatte der Ring 1924 noch 54.000 Mitglieder, sank er bis 1928 auf 32.000 und 1930 auf 13.000 ab. 
Formal blieb die Organisation unabhängig. Aber durch einen Organisationsvertrag im Jahr 1928 wurde die eigentliche beamtenpolitische Vertretung vom DBB wahrgenommen.  